# ماداگاسکار (کشتی)
ماداگاسکار (کشتی) (به انگلیسی: Madagascar (ship)) یک کشتی به طول آن ۱۵۰ فوت ۷ اینچ (۴۵٫۹۰ متر) بود. ماداگاسکار یک کشتی تجاری بزرگ انگلیسی بود که برای تجارت به هند و چین در سال 1837 ساخته شده بود و در سفر خود از ملبورن به لندن در سال 1853 ناپدید شد. ناپدید شدن ماداگاسکار یکی از رمز و رازهای بزرگ دریایی قرن نوزدهم بود.